# Trenażer czołgowy MPG-69
Trenażer czołgowy MPG-69 – trenażer przeznaczony do nauki jazdy czołgiem, został skonstruowany w 1969 roku przez płk mgr inż. Zbigniewa Węglarza w Wyższej Oficerskiej Szkole Samochodowej w Pile.
Pierwsza wersja to mały pojazd gąsienicowy (MPG) przeznaczony do nauki jazdy ciągnikami gąsienicowymi, napędzany dwucylindrowym, czterosuwowym silnikiem motocyklowym M-72 o mocy 22 KM. W silniku tym zastosowano przymusowe chłodzenie przy pomocy dmuchawy połączonej z wałem korbowym silnika. Pojazd o masie 700 kg osiągał prędkość 50 km/h.
Druga wersja to trenażer czołgowy MPG-69 przeznaczony do nauki jazdy czołgiem. Różnił się on od pierwszej wersji tym, że zastosowano do napędu dwusuwowy trzycylindrowy silnik S-31, z samochodu Syrena 104, o mocy 40 KM. Zastosowano podwójne koła i szersze gąsienice co przy masie 1200 kg dawało mały nacisk jednostkowy 0,08 kg/cm², umożliwiający jazdę w każdym terenie. Maksymalną prędkość ograniczono do 35 km/h.
Trenażer miał przedział kierowcy wyposażony identycznie jak w czołgu w oryginalne czołgowe przyrządy kierowania, peryskopy i wskaźniki na desce rozdzielczej. Jazda mogła się odbywać przy zdjętym nadwoziu, przy podniesionym siodełku, z głową kierowcy wysuniętą przez luk oraz przy opuszczonym siodełku i widoczności przez peryskopy. Obok kierowcy znajdowało się siodełko instruktora, który miał okno, dodatkowy pedał hamulca, dostęp do dźwigni skrzyni biegów i wyłącznik zapłonu. Trenażery te były stosowane do nauki jazdy we wszystkich jednostkach pancernych szkolących kierowców czołgów.